# Симон Кун
Симон Кун (на френски: Simone Kuhn) е волейболистка и професионална състезателка по плажен волейбол от Швейцария.

## Биография
Родена е във Ватвил, Швейцария на 2 септември 1980 г.
Представлява родната си страна в турнирите по плажен волейбол на Летните олимпийски игри в Атина, Летните олимпийски игри през 2008 г. в Пекин и Летните олимпийски игри в Лондон през 2012 г.
През 2004 г. си партнира с Никол Шнидер и губят всичките 3 мача. През 2008 г. играе заедно с Леа Швер и отново губят всички срещи. През 2012 г. си партнира с Надин Зумкер и двойката достига до 16 тур, когато са елиминирани от американската двойка Дженифър Кеси и Еприл Рос, които печелят среброто.
Спонсор е компанията „Суоч“.

## Партньори
- Леа Швед
- Никол Шнидер-Бенойт
- Аник Скриван
- Надин Зуммер